# ساداییوشی کوبایاشی
ساداییوشی کوبایاشی (ژاپنی: 小林 定義؛ ۱۴ فوریهٔ ۱۹۰۵ – ۲۳ مهٔ ۱۹۹۷) بازیکن هاکی روی چمن اهل ژاپن بود.

## حرفه
فارغ التحصیل از دانشگاه میجی . 
در سال 1932 به عنوان عضوی از تیم هاکی روی چمن ژاپن در المپیک 1932 لس آنجلس شرکت کرد و مدال نقره گرفت . او در دو بازی به عنوان پشتیبان بازی کرد.  همچنین به عنوان مربی هاکی برای تیم ژاپن در المپیک 1964 توکیو خدمت کرد .
او علاوه بر مدیریت باشگاه هاکی دانشگاه میجی، با راه‌اندازی باشگاه‌های هاکی در دبیرستان‌های سراسر کشور و ارائه راهنمایی‌ها، به ترویج دنیای  نیز پرداخت .

## جایزه
- جایزه ورزشی آساهی (1979)